# Mutsu (navio nuclear)

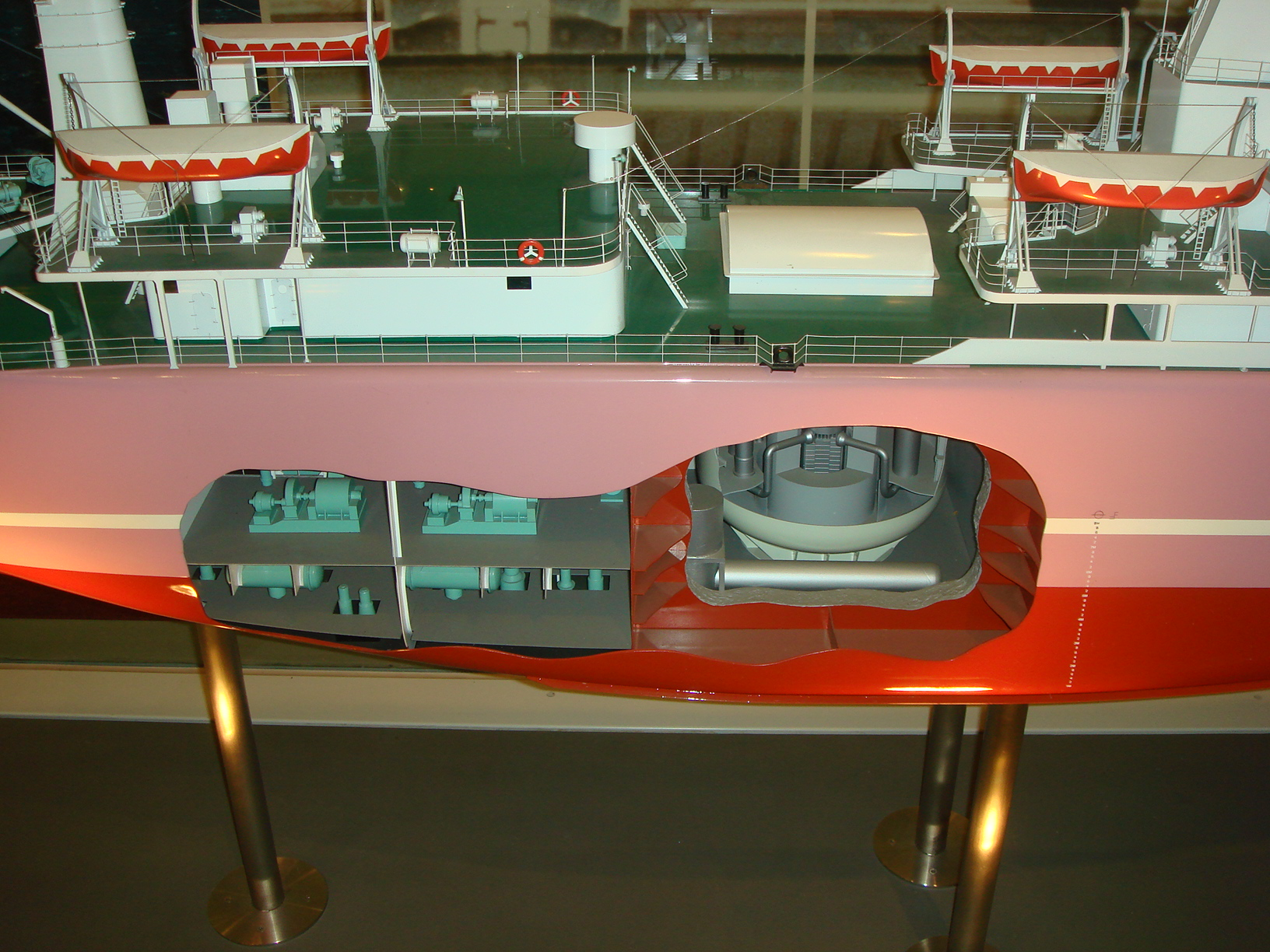
Modelo do navio Mustu, no Museu de Ciências Marítimas, Japão.

Mustu foi o primeiro e único navio de propulsão nuclear do Japão. Foi construído como um navio mercante.

## Testes de propulsão nuclear
O reator foi concluído em 25 de agosto de 1972, e o combustível estava carregado em 4 de Setembro. Quando autoridades anunciaram o primeiro teste a ser executado no cais em Ohminato, protestos locais obrigou-os a reconsiderar. Eventualmente, foi decidido a testar o navio no oceano aberto 800 km (497 mi) leste de Cape Shiriya. O navio partiu em 26 de Agosto Ohminato 1974, o reator atingiu a criticalidade em 28 de Agosto.